# GO-! EVENING!
GO－! EVENING!（ゴー!イブニング!）は、2019年4月1日からエフエム山陰で放送されている夕方ワイド番組である。通称「ゴーイブ」。
2021年4月から、月曜 - 木曜は『高田リオンのGO－! EVENING!』として、金曜は『ゆーきのゴーイブFRIDAY!』として放送されている。

## 概要
同年3月で終了した「ガッツdaレディオ!」（16:00 - 18:55）の後番組として放送開始。自社の放送時間が大幅に短縮された為、16時台がJFNCネット番組（Happy Hour Party!）となり、18時台後半も箱番組となっている。
前番組より選曲をより邦楽に絞り込むとともに「一日の程よい疲れに程よい音楽と情報」をキャッチフレーズとしている。
当初は月曜から木曜の放送だったが、2021年4月2日より『ゆーきのゴーイブFRIDAY!』として金曜の放送もスタートした。夕方ワイドが月曜から金曜までの通し放送となるのは、『〜V-tunes gate〜MIRACLE P.M.』が2009年3月に終了してから12年ぶりである。

## パーソナリティ
- 高田リオン（月曜 - 木曜担当）
- ゆーき（金曜担当）※2019年4月 - 2021年3月は月曜・火曜担当

### 過去のパーソナリティ
| 期間      | 期間      | 月曜・火曜 | 水曜・木曜 | 金曜         |
| --------- | --------- | ---------- | ---------- | ------------ |
| 2019.4.1  | 2020.3.26 | ゆーき     | 若林瑞穂   | （放送なし） |
| 2020.3.30 | 2021.3.31 | ゆーき     | ACHI       | （放送なし） |
| 2021.4.1  | 現在      | 高田リオン | 高田リオン | ゆーき       |

## 放送時間
- 月曜 - 木曜 17:15 - 18:25（2019年4月1日 - 2020年3月31日）
- 月曜 - 木曜 17:20 - 18:30（2020年4月1日 - 2021年3月31日）
- 月曜 - 木曜 17:20 - 18:30 / 金曜 17:05 - 18:00（2021年4月2日 - 現在）

## タイムテーブル

### 月曜 - 木曜
- 17:20 - オープニング
- 17:30 - トラフィックリポート
- 17:40 - 
  - ラディオ・エスタディオ（火曜）
  - 和想館プレゼンツ ノリユキ池田のハートにプラス（第2・第4水曜） - このコーナーのみ大坂愛が担当
- 17:45 - ウェザーリポート
- 17:52 - 島根県からのお知らせ（木曜）
- 17:55 - V-air ツキ押し JP
- 18:06 - 
  - ヤマサキガクのGO-！LIVE！（月曜）
  - ゴー！ポップカルチャー！（火曜）
  - 高田リオンの奥深き言葉の世界（水曜）
- 18:25 - エンディング

### 金曜
- 17:05 - オープニング
- 17:15 - 山陰中央新報ニュース
- 17:20 - リコメンド・フライデー
- 17:30 - トラフィックリポート
- 17:45 - ウェザーリポート
- 17:55 - エンディング